# Golden Frinks
Golden Asro Frinks (Wampee, 15 agosto 1920 – Edenton, 19 luglio 2004) è stato un attivista statunitense.
È stato molto attivo nel campo dell'attivismo per i diritti civili degli afroamericani della Carolina del Nord, diventando anche segretario del Southern Christian Leadership Conference (SCLC), associazione dove rappresentava la contea di New Bern. Durante gli anni '60 è stato il maggior organizzatore di eventi di protesta della comunità afroamericana della Carolina del Nord, guadagnandosi il soprannome di "Great Agitator" (il grande agitatore). In vita, ha servito nell'esercito americano, in servizio nella base navale di Norfolk, in Virginia, dove ha cominciato un movimento per l'uguaglianza degli afroamericani nell'esercito statunitense. 
Durante la sua vita è stato un amico e collaboratore di Martin Luther King Jr, con il quale ha lavorato in alcune occasioni per l'organizzazione di manifestazioni della zona, e del quale ha anche aiutato ad organizzare i funerali nel 1968.
È morto ad  Edenton, nella Carolina del Nord, il 19 luglio del 2004, all'età di 84 anni.